# Transport ferroviaire en Zambie
Le transport ferroviaire en Zambie repose sur un réseau à voie étroite exploité principalement par deux compagnies ferroviaires, la Zambia railways et la TAZARA. Le réseau ferré, peu développé, est secondé par de nombreuses lignes de minibus ou taxi-brousse.

## Réseau
- République démocratique du Congo  De Ndola à Sakania puis vers Lubumbashi. Rail à voie étroite réservée au  fret.
- Tanzanie De Kapiri Mposhi vers Dar es Salaam. Ligne à voie étroite exploitée par la TAZARA pour le fret et le service voyageur
- Malawi Ligne de Chipata vers Mchinji en construction depuis 2007.
- Mozambique :aucune connexion directe, le trajet le plus emprunté passe par le Zimbawe.
- Zimbabwe : ligne Bulawayo vers Livingstone
- Botswana Aucune connexion, passe par le Zimbabwe.
- Namibie Aucune connexion
- Angola : Aucune connexion